# 濱 (雑誌)
「濱」（はま）は、俳誌。1946年1月、横浜石楠会会報「八尋」を前身として大野林火が創刊・主宰。師系・臼田亞浪。「濱といふ語感の持つあかるさ、おほらかさ、きよらかさをそのまま作品に具現したいと念じている」を創刊の辞として掲げた。写生を基本としつつ、「私」に発する叙情を持つ俳句を推進。誌面は作品重点主義が特徴で、1982年8月に林火が没してのちは松崎鉄之介が主宰を継承、誌面の特徴も維持した。2013年8月号（通巻812号）をもって終刊。

## 主要同人・会員
括弧内は各自の主宰誌・または代表を務める俳誌を示す。退会者なども含む。
- 大串章（「百鳥」）
- 野澤節子（「蘭」）
- 関森勝夫（「蜻蛉」）
- 宮津昭彦
- 村上喜代子（「いには」）
- 村越化石
- 目迫秩父（「千尋」）
- 山崎和賀流
- 吉野義子（「星」）